# Protodrilus rubropharyngeus
Protodrilus rubropharyngeus är en ringmaskart som beskrevs av Jägersten 1940. Protodrilus rubropharyngeus ingår i släktet Protodrilus och familjen Protodrilidae. Arten är reproducerande i Sverige. Inga underarter finns listade i Catalogue of Life.